# Angereds kyrka
Angereds kyrka är en kyrkobyggnad belägen i stadsdelen Angered, Göteborgs kommun. Den tillhör Angereds församling i Göteborgs stift och Svenska kyrkan. 
Kyrkplatsen med klockstapel, kyrkogård och stigluckor ingår i en sammanhållen miljö med kyrkskola, församlingshem och prästgård. 

## Kyrkobyggnaden
Angered stavades tidigare Augarid eller Agunnarid. Den första kyrkan uppfördes ursprungligen troligen redan på 1200-talet, men nuvarande enskeppiga salsbyggnad tillkom vid en restaurering 1791, på delar av den äldre stenkyrkans grundmurar. Kyrkan fick då sin nuvarande storlek och exteriör, som består av vapenhus i väster, långhus med fullbrett tak och sakristia. Den senare byggdes till på 1920-talet. I väster finns det medeltida murverket bevarat och exteriören är i stora drag bevarad från 1790-talet.   

### Reparationer och renoveringar
- 1902 - Nytt golv inlades och en gravhäll flyttades bort från mittgången.
- 1908-1913 - Ommålning av klockstapel och innertaket. Hasselbergs altartavla "Kristus på korset" ersattes av en nymålad och golv och tak reparerades.
- 1929 - Sakristian byggdes till efter ritningar från 1923.
- 1933 - En omfattande restaurering under ledning av Axel Forssén. Hela golvet byttes och läktarpelarnas grundläggning förstärktes med betongplattor. Restaureringen 1913 hade ödelagt vissa av Hasselbergs gamla målningar. Nu beslutades om "en fullständig ommålning av kyrkans tak, väggar och bänkar ... därvid de gamla 1700-talsfärgerna och målningarna framtagas." Nu tog man åter i bruk Hasselbergs altartavla. Elektricitet drogs in och värmeanläggning.
- 1960-1961 - Tak, altare och predikstol renoverades. Den äldsta altartavlan med Jesu korsfästelse från 1600-talet flyttades till höger sida i koret och ersattes av Hasselbergs uppståndelsekors från 1700-talet. Man satte in bekvämare bänkar, men bibehöll bänkdörrarna från 1792. Vapenhus och sakristia renoverades liksom golvet.
- 1991 - Vid denna renovering sökte man återställa kyrkan till utseendet 200 år tidigare. Man utgick då från 1791 års färgsättning av bänkar och väggar. Trägolven slipades och såpbehandlades. Brädväggar i koret togs bort och man satte upp bänkar i koret. Trappan till läktaren byttes ut. Kvinnoaltaret, som varit deponerat på Göteborgs stadsmuseum sedan 1800-talet, återkom. Till invigningen 1991 fanns även en ny orgel tillverkad av Tostareds Kyrkorgelfabrik på plats.

## Dekorationsmålningar
Det välvda innertaket i trä fick sin målning med motiv av ljusa moln mot en mörk bakgrund utförd av Matthias Hasselberg 1793. Samtidigt bemålade Hasselberg även läktarbröstningen och bänkarna samt snidade och bemålade altaruppsats och altartavla liksom väggarna och en draperimålning bakom altaret. Vid en renovering 1913 målades innertaket om, fast av äldre foton att döma hade Hasselbergs takmålningar övermålats redan tidigare. De förblev överkalkade fram till restaureringen under ledning av Axel Forssén 1933, då konservatorn Torsten Öhlén skrapade fram takmålningen och även äldre färgsättning på inventarierna. Draperimålningen bakom altaret målades dock åter över 1961.

## Inventarier
- Dopfunten i täljsten med fyrlobig cuppa, tillhör en grupp som brukar betecknas Starrkärrsgruppen och är tillverkad på 1200-talet.
- Altaruppsatsen är målad av Matthias Hasselberg och troligen även blomdekoren på bänkarnas dörrblad. På läktarbarriären finns målningar som framställer Kristus och apostlarna.
- Det så kallade kvinnoaltaret har en snidad altartavla från 1699 med en unik målning. Det användes tidigare vid kyrktagningar.
- I kyrkan finns gravstenar över Burggreven Hans von Gerde och överste Isak Browalde, död 1754, båda ägare till Lerjeholm.

### Klockstapel och klockor
Den fristående klockstapeln i trä är sexkantig och delvis sammanbyggd med kyrkogårdens mur i dess nordöstra hörn. Klockorna hänger öppet.
- Lillklockan är gjuten 1544 av Alf klockgjutare och har en latinsk inskrift med gotiska minusklar, som fritt kan tolkas: Herrens år 1544, då Bengt Asmundsson från Sätila (?) var präst, göt Alf klockgjutare denna klocka. Jesus (hjälp!).[1]
- Storklockan är mer vanlig.

### Orgel
Orgelns fasad är byggd 1882 av Salomon Molander och härtstammar från hans första orgel med 7 stämmor. Verket har byggts om 1934 och 1991. Efter den senaste ombyggnaden utförd av Tostareds Kyrkorgelfabrik har instrumentet nitton stämmor fördelade på två manualer och pedal. Pipverket är heterogent och innehåller material från 1882.

## Kyrkogården
Angereds gamla kyrkogård, med medeltida ursprung, omfattar 0,3 hektar och har 230 gravar. Här finns begravna ståthållaren på Elfsborg Pehr Lillje, död 1659 och hans fru. 
Angereds nya kyrkogård är från 1918, utvidgades 1973 och omfattar 1,2 hektar med 570 gravar.

## Övrigt
Utanpå den södra kyrkomuren sitter Per Lillies och hans makas vapensköld från 1650. Per Lillie avled 1659 som ståthållare på Älvsborgs slott.
Begravningsscener i teveserien Hem till byn spelades in vid kyrkan.

## Interiörbilder

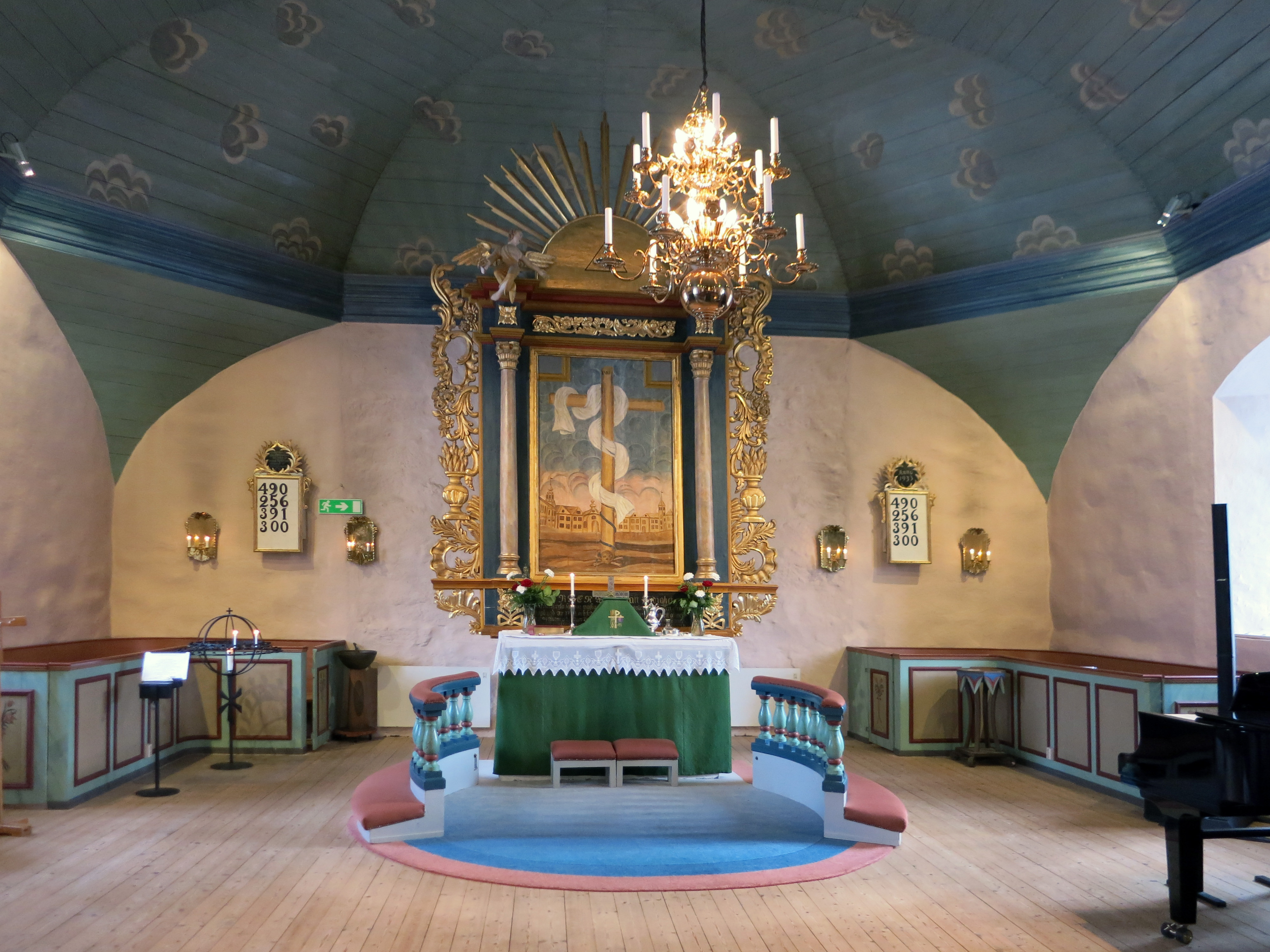
Koret.
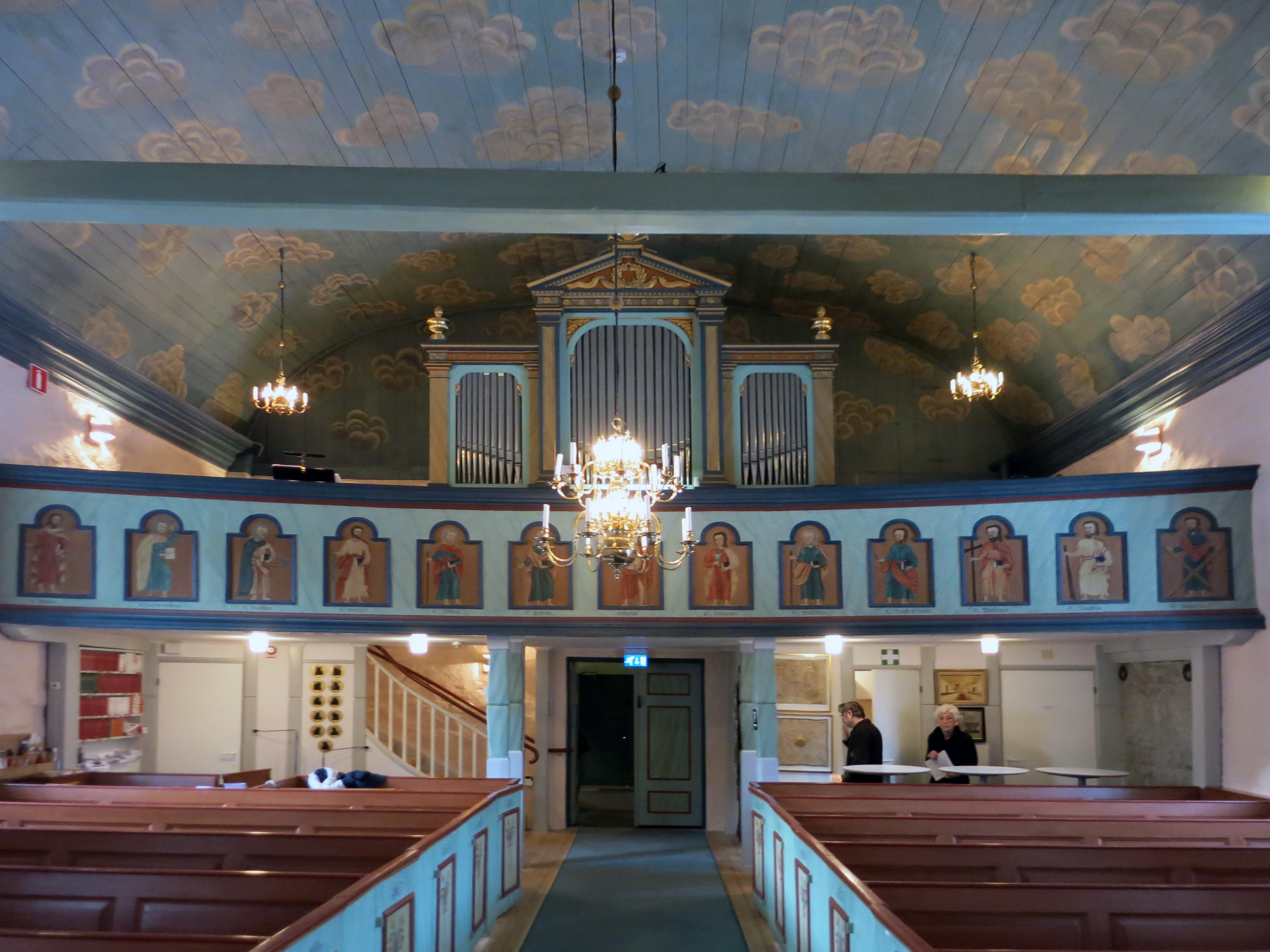
Läktaren.
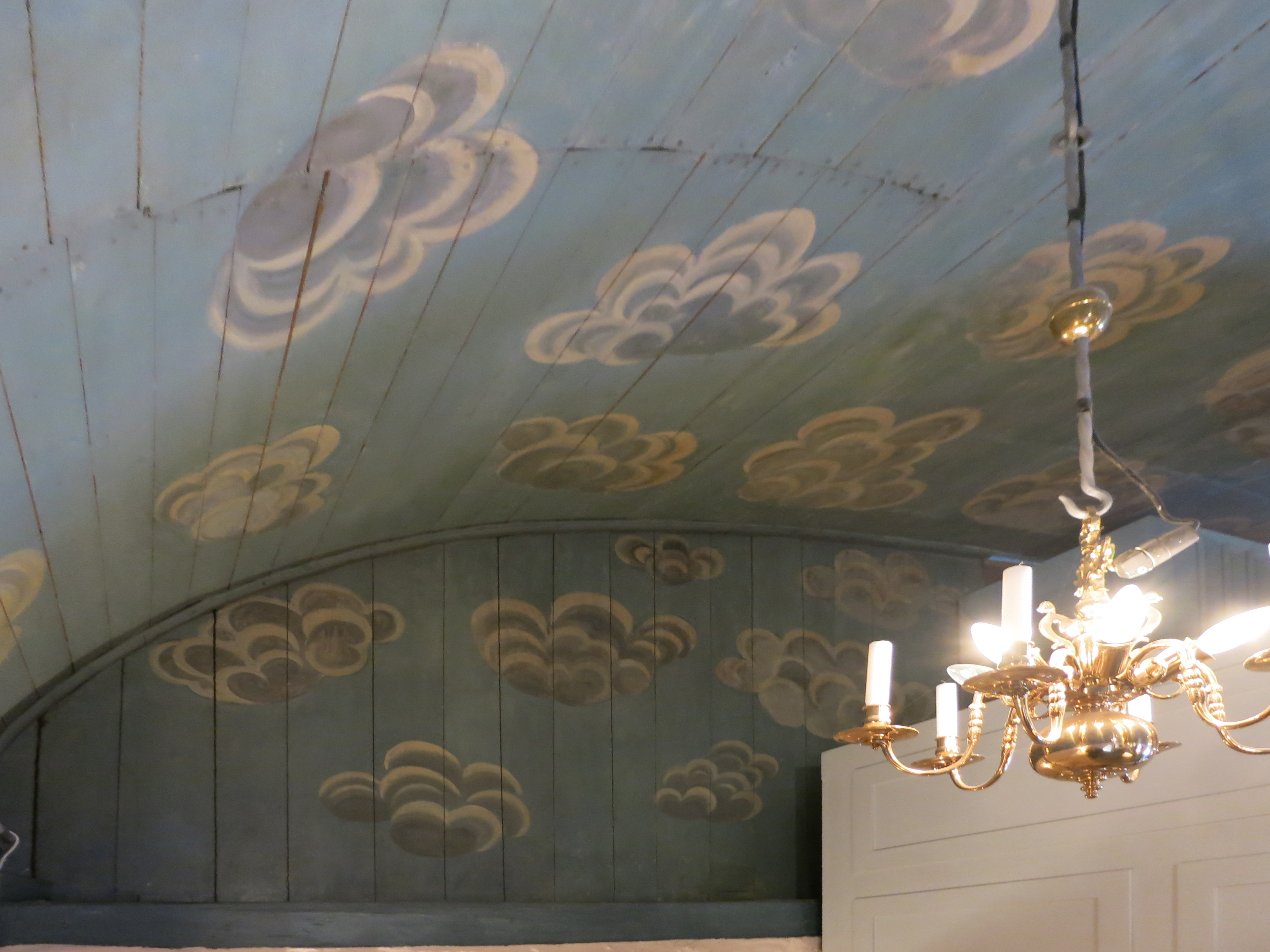
Del av takmålningen.
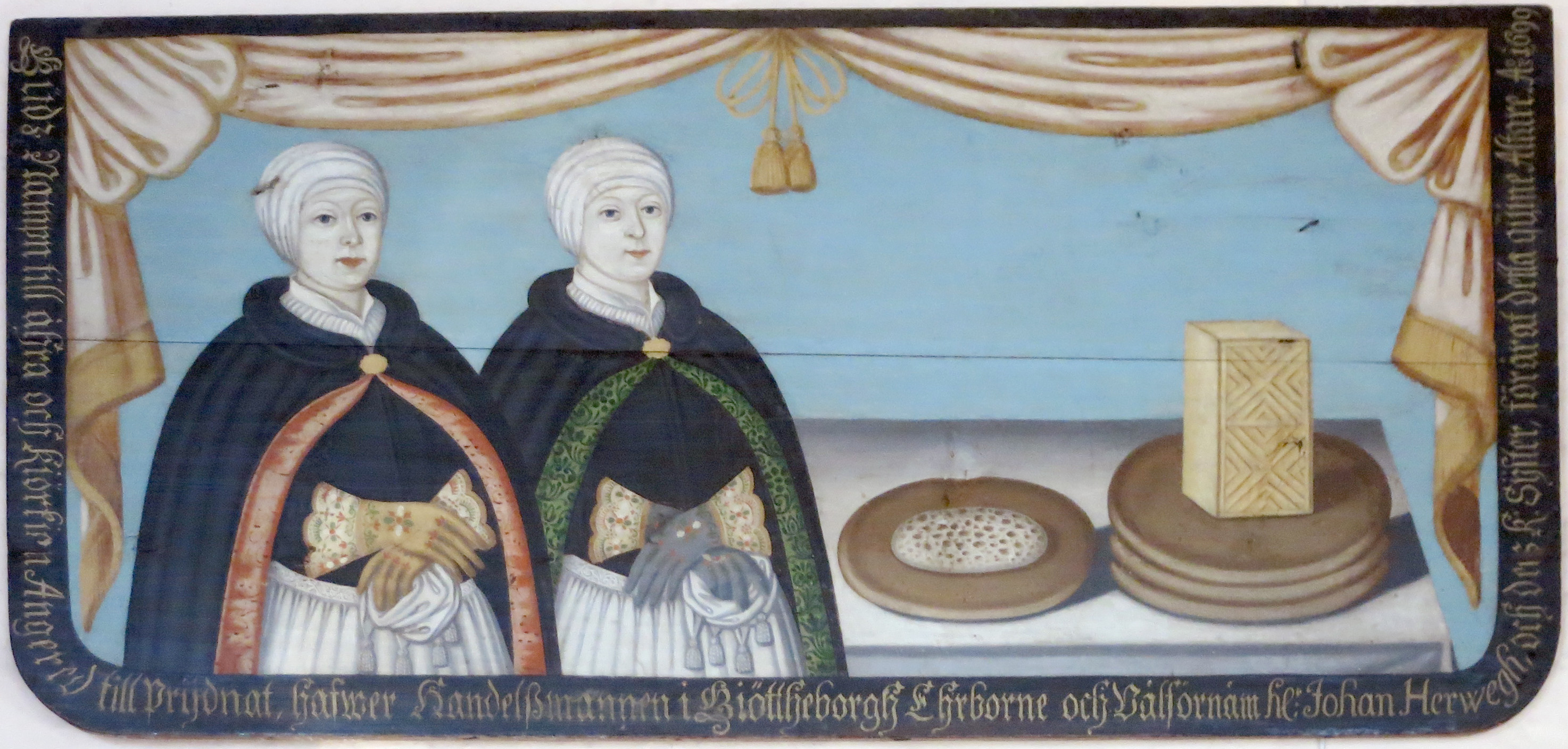
Kvinnoaltaret daterat 1699.
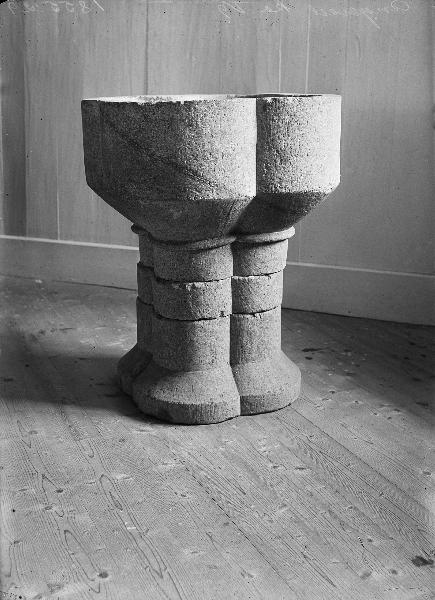
Dopfunten.